# Гранд-стріт (Мангеттен)
Гранд-стріт (англ. Grand Street) — вулиця в Нижньому Мангеттені, Нью-Йорк. Проходить на з заходу на схід, паралельно та на південь від Делансі-стріт, від Сохо через Чайна-таун, Маленьку Італію, Бауері та Нижній Іст-Сайд. Західною кінцевою станцією вулиці є Варік-стріт, а на сході вона закінчується Іст-Рівер-драйв Франкліна Д. Рузвельта.

## Історія
Гранд-стріт колись була частиною земель Джеймса Де Лансі-молодшого. Коли його сестра Енн вийшла заміж за суддю Томаса Джонса, він подарував їм маєток площею два акри, відомий як «Маунт-Пітт», поблизу місця сучасних Пітт-стріт та Гранд-стріт. Це була одна з найвищих природних точок на острові Манхеттен. На початку 1776 року там був побудований круглий редут, де генерал Джозеф Спенсер розташував батарею. Британці захопили оборону наступного листопада і перейменували його у форт Джонс-Гілл. Пізніше пагорб був вирівняний, а частина польового каменю використана для будівництва церкви Св. Августина на Генрі-стріт.